# История версий Windows 11
28 июня 2021 года стала доступна первая инсайдерская сборка Windows 11, также известной, как «Sun Valley» (с англ. — «Солнечная долина»). Эта версия системы главным образом направлена на улучшение пользовательского интерфейса, а её основные визуальные изменения представлены новым «плоским» дизайном Fluent, включающим в себя закруглённые углы элементов, акриловые размытые фоны и другие изменения.

## Каналы
Предварительные сборки Windows Insider Preview доставляются инсайдерам по четырём различным каналам. Инсайдеры в канале Dev и Canary получают обновления раньше, чем в канале Beta, но могут столкнуться с большим количеством ошибок и других проблем. Инсайдеры в канале Release Preview не получают обновлений до тех пор, пока версия не станет почти доступной для широкой публики и относительно стабильной.
| Версия | Кодовое имя   | Маркетинговое имя | Сборка | Дата выпуска     | Поддерживается до                                  | Поддерживается до                     | Поддерживается до | Поддерживается до |
| Версия | Кодовое имя   | Маркетинговое имя | Сборка | Дата выпуска     | GAC                                                | GAC                                   | LTSC              | LTSC              |
| Версия | Кодовое имя   | Маркетинговое имя | Сборка | Дата выпуска     | Home, Pro, SE, Pro Education, Pro for Workstations | Education, Enterprise, IoT Enterprise | Enterprise        | IoT Enterprise    |
| ------ | ------------- | ----------------- | ------ | ---------------- | -------------------------------------------------- | ------------------------------------- | ----------------- | ----------------- |
| 21H2   | Sun Valley    | N/A               | 22000  | 4 октября 2021   | 10 октября 2023                                    | 8 октября 2024                        | -                 | -                 |
| 22H2   | Sun Valley 2  | 2022 Update       | 22621  | 20 сентября 2022 | 8 октября 2024                                     | 14 октября 2025                       | -                 | -                 |
| 23H2   | Sun Valley 3  | 2023 Update       | 22631  | 31 октября 2023  | 11 ноября 2025                                     | 10 ноября 2026                        | -                 | -                 |
| 24H2   | Hudson Valley | 2024 Update       | 26100  | 1 октября 2024   | 13 октября 2026                                    | 27 октября 2027                       | 9 октября 2029    | 10 октября 2034   |

## Список версий
Как и Windows 10 (с версии 20H2), основные сборки Windows 11 обозначаются как "YYHX", где YY последние две цифры года, а X — полугодие запланированного выпуска (например, версия 21H2 относится к сборкам, которые первоначально были выпущены во второй половине 2021 года). Новые сборки Windows 11 регулярно выходят на 5 каналах обновления: Canary, Dev, Beta, Release Preview и Stable.

### Версия 21H2
Оригинальная версия Windows 11 (также получившая задним числом название 21H2 и кодовое имя "Sun Valley") была выпущена в октябре 2021 года. Она имеет номер сборки 10.0.22000.Первая публичная предварительная сборка была доступна для инсайдеров Windows, подключившихся к каналу Dev Channel, 28 июня 2021 года. Заметные изменения в этой версии включают:
- Переработанная система Fluent Design System[4]:
  - Большинство интерфейсов в Windows 11 отличаются округлой геометрией, обновленной иконографией, новой типографикой и обновленной цветовой палитрой.
  - В Windows 11 также появился "Mica", новый непрозрачный материал, который подкрашивается в цвет обоев рабочего стола.[5]
- Значительно переработанное меню "Пуск", соответствующее принципам обновленной системы Fluent Design System.
- Выровненная по центру панель задач с новыми анимациями для закрепления, перестановки, сворачивания и переключения приложений.
- Проводник был обновлен в соответствии с системой Fluent Design System, а интерфейс Ribbon был заменен на новую панель команд с обновленным пользовательским интерфейсом и фоном Mica. Также представлены обновленные контекстные меню с закругленными углами, более крупным текстом и Acrylic.
- Новая подсистема Windows для Android.[6]

Срок действия обновления заканчивается 10 октября 2023 года для редакций Home, Pro, Pro Education и Pro for Workstations. Срок действия обновлений для редакций Enterprise, Enterprise multi-session, IoT Enterprise и Education заканчивается 8 октября 2024 года.

### Версия 22H2 (2022 Update)
Обновление Windows 11 2022 Update(также известное как версия 22H2 и под кодовым названием "Солнечная долина 2") - это первое крупное обновление Windows 11. Первая предварительная версия была выпущена для инсайдеров, подключившихся к каналу Dev Channel, 2 сентября 2021 года. Начиная со сборки 22449, строка версии была изменена с "Dev" на "22H2".
Обновление начало выходить 20 сентября 2022 года. Заметные изменения в обновлении 2022 включают:
- Переработанный дизайн и новая функция режима эффективности в диспетчере задач
- Добавлена функция перетаскивания на панели задач
- Улучшена работа с макетом привязки
- Новая функция живых титров
- Новая функция Smart App Control (SAC) для блокировки недоверенных приложений
- Разделение функции "Помощь при фокусировке" на "Не беспокоить" и "Фокус"
- Включение Clipchamp в качестве приложения для входящих сообщений.

Первое компонентное обновление Windows 11, версия 22H2 под кодовым названием "Moment 1", было выпущено 18 октября 2022 года в сборке 22621.675 с несколькими дополнительными изменениями:
- Новая функция просмотра с вкладками и обновленный макет левой навигационной панели в проводнике файлов
- Новая функция предлагаемых действий
- Вновь введена функция переполнения панели задач
- Улучшения встроенного окна общего доступа Windows
- Добавлена поддержка автоматического управления цветом (ACM), которая дополнительно оптимизирована для OLED-мониторов путем считывания данных DisplayID
- Добавлена поддержка переменной частоты обновления (VRR) путем считывания данных DisplayID.

Второе компонентное обновление Windows 11, версия 22H2 под кодовым названием "Moment 2", было выпущено 28 февраля 2023 года со сборкой 22621.1344 и несколькими дополнительными изменениями:
- Добавлена поддержка iOS в приложении Pho[17]ne Link
- Новый раздел Studio Effects в Быстрых настройках для NPU-совместимых устройств
- Переработано приложение Quick Assist
- Добавлена поддержка сторонних приложений на панели виджетов
- Вновь представлена оптимизированная для планшетов панель задач
- Добавлена поддержка вкладок в приложении Блокнот
- Новые дисплеи Брайля и поддержка языков ввода/вывода в Narrator[17]
- Страница "Новые рекомендации по использованию энергии" в Настройках
- Обновлена опция сенсорной клавиатуры в приложении Настройках
- Новая клавиатура Tamil Anjal
- Вновь введено поле поиска на панели задач.

Третье компонентное обновление Windows 11 версии 22H2 под кодовым названием "Moment 3" было выпущено 24 мая 2023 года в сборке 22621.1778 и содержало ряд дополнительных изменений:
- Новые настройки конфиденциальности датчика присутствия в Настройках
- Новый значок VPN на панели задач
- Добавлена возможность отображения значка уведомления на значке профиля пользователя в меню "Пуск"
- Введены живые субтитры на нескольких языках
- Добавлена возможность создания живых дампов памяти ядра в диспетчере задач
- Введено управление адаптивной яркостью содержимого (CABC) на настольных компьютерах и устройствах с питанием от батареи
- Новая кнопка копирования для копирования двухфакторных кодов аутентификации в уведомлениях тостов уведомлений
- Новая страница концентраторов и устройств USB4 в Настройках
- Вновь введена новая опция сенсорной клавиатуры в Настройках
- Новый режим киоска с несколькими приложениями
- Вновь введена возможность отображения секунд в системных часах на панели задач
- Добавлена поддержка Bluetooth LE Audio и кодека LC3.

Четвертое компонентное обновление Windows 11 версии 22H2 под кодовым названием "Moment 4" было выпущено 26 сентября 2023 года со сборкой 22621.2361 и несколькими дополнительными изменениями:
- Доступность Copilot в Windows
- Новое всплывающее окно предварительного просмотра при наведении на файлы в разделе "Рекомендуемые" в меню "Пуск"
- Новые возможности микшера громкости в "Быстрых настройках"
- Вновь появилась возможность никогда не объединять кнопки панели задач
- Добавлена возможность скрывать время и дату в системном трее
- Обновленный значок колокольчика уведомления в системном трее на панели задач
- Модернизированная панель подробностей, Главная страница, адресная строка и строка поиска в проводнике
- Новая функция галереи в проводнике
- Добавлена встроенная поддержка дополнительных форматов архивных файлов (7z, rar, tar)
- Новое приложение Windows Backup
- Новый экран для восстановления из резервной копии во время OOBE
- Улучшены возможности резервного копирования и восстановления для настольных приложений
- Добавлена поддержка Unicode Emoji 15. 0
- Добавлена поддержка цветового формата COLRv1
- Новые естественные голоса диктора на упрощенном китайском, испанском (Испания и Мексика), японском, английском (Великобритания и Индия), французском, португальском, немецком и корейском языках
- Новые возможности создания текста в голосовом доступе
- Новая домашняя страница в приложении "Настройки"
- Переработанные диалоги уведомлений о безопасности Windows.

Пятое компонентное обновление Windows 11, версия 22H2 под кодовым названием "Moment 5", было выпущено 29 февраля 2024 года в сборке 22621.3235.
Для редакций Home, Pro, Pro Education, Pro for Workstations и SE срок действия обновления истекает 8 октября 2024 г. Для редакций Enterprise, Enterprise multi-session, IoT Enterprise и Education срок действия обновления истекает 14 октября 2025 г.

### Версия 23H2 (2023 Update)
Обновление Windows 11 Update2023 (также известное как версия 23H2 и под кодовым названием "Солнечная долина 3") - второе крупное обновление Windows 11. Оно поставляется в качестве пакета поддержки для "Windows 11 2022 Update" и имеет номер сборки 10.0.22631. 25 мая 2023 года первая предварительная версия была выпущена для инсайдеров, подключившихся к бета-каналу. Обновление начало распространяться 31 октября 2023 года. Новые функции и изменения из "Moment 4" были включены по умолчанию в этом обновлении. Кодовое обозначение версии была изменена с "22H2" на "23H2" в сборке 25375.

### Версия 24H2 (2024 Update)
Обновление Windows 11 2024 Update ( версия 24H2, кодовое название "Hudson Valley") — это третье и последнее крупное обновление Windows 11. Его номер сборки — 10.0.26100.
Первая предварительная версия стала доступна для участников программы Insider в каналах Canary и Dev 8 февраля 2024 года. Обновление начало распространяться для Copilot+ PC 15 июня 2024 года. Начиная со сборки 26052, обозначение версии сменилось с "23H2" на "24H2". Массовый выпуск обновления для всех пользователей стартовал 1 октября 2024 года.
- Впервые представлены Long-Term Servicing Channel (LTSC)-редакции Windows 11.
- Добавлены новые подписочные версии IoT Enterprise (как LTSC, так и обычные).[30]

Обновление прекратит свое действие 13 октября 2026 года для редакций Home, Pro, Pro Education, Pro for Workstations и SE. Редакции Enterprise, Enterprise multi-session, IoT Enterprise и Education прекратят свое действие 12 октября 2027 года. Редакции Enterprise LTSC и IoT Enterprise LTSC прекратят свое действие 9 октября 2029 года и 10 октября 2034 года, соответственно.

## Бета версии
Основная статья: Windows Insider
Сборки Windows Insider Preview доставляются инсайдерам по четырем различным каналам. Инсайдеры в каналах Dev и Canary получают обновления раньше, чем инсайдеры в канале Beta, но могут столкнуться с большим количеством ошибок и других проблем. Инсайдеры в канале Release Preview Channel не получают обновлений до тех пор, пока версия не станет практически общедоступной, но они сравнительно более стабильны.
3 февраля 2022 года Microsoft изменила свои планы по доставке сборок для инсайдеров Windows: каналы Dev и Beta стали "параллельными" активными ветками разработки, что позволило на ограниченное время переключиться с канала Dev на Beta. Сборки Dev Channel предназначены для предстоящих и экспериментальных функций, которые могут никогда не выйти в общую доступность, в то время как сборки Beta Channel - это "завершенные" сборки, которые станут общедоступными для конкретного выпуска Windows 11.
6 марта 2023 года Microsoft объявила, что канал Dev будет перезагружен, а существующие инсайдеры будут переведены на новый канал Canary. Два дня спустя инсайдеры, переведенные с Dev на Canary, получили первую сборку из существующей серии 25000, начиная с build 25314, а новые инсайдеры в перезагруженном канале Dev получили первую сборку из новой серии 23000, начиная с build 23403.

### Dev Channel
2 сентября 2021 года Microsoft объявила, что инсайдеры Windows в канале Dev Channel будут получать сборки непосредственно из ветки rs_prerelease, которые не привязаны к конкретному выпуску Windows 11. Первая сборка, выпущенная в рамках этой стратегии, сборка 22449, стала доступна инсайдерам в тот же день.
Помимо ветки rs_prerelease, инсайдеры в канале Dev будут получать сборки, скомпилированные из других веток в определенные периоды времени: ni_release (сборки с 22557 по 22616 - релиз 22H2 в прежней Dev), ni_prerelease (сборки с 23403 по 23620 - Идентификатор версии 22H2 в перезагруженной Dev), ge_release (сборки с 26052 по 26100 и 26120 - Кодовое обозначение версии 24H2) и ge_prerelease (26200 - Кодовое обозначение версии 24H2).

### Canary Channel
Помимо ветки rs_prerelease, инсайдеры канала Canary в определенные периоды времени будут получать сборки, скомпилированные из других веток: zn_release (сборки с 25352 по 25393 - Кодовое обозначение версии 23H2), ge_release (сборки с 26052 по 26100 - Кодовое обозначение версии 24H2) и ge_prerelease (сборки с 26200 по 26257 - Кодовое обозначение версии 24H2).